# Philosophiae Naturalis Principia Mathematica
Philosophiæ Naturalis Principia Mathematica (latin för naturfilosofins matematiska principer, ofta förkortat till enbart Principia) är ett banbrytande vetenskapligt arbete av Isaac Newton  (1642–1727), som utkom 5 juli 1687. Verket innehåller bland annat Newtons rörelselagar samt klassisk mekanik i sina huvuddrag. Vidare ingår gravitationslagen som bland annat förklarar fallrörelsen och alla himlakroppars rörelser.
Principia är författad på latin, som var dåtidens ledande vetenskapliga språk. Imprimatur till förstaupplagan gavs 1686 av Samuel Pepys.

## Principia i svensk översättning
En översättning av Principa till svenska gjordes först 1927 av Carl Charlier (1862–1934), professor i astronomi vid Lunds universitet. Denna översättning, Naturvetenskapens matematiska principer, på 480 sidor i två band, utkom åren 1927–1931 (ISBN 91-40-60433-0 och ISBN 91-40-60437-3).
Professor Charlier introducerar verket för de svenska läsarna genom att räkna upp den överväldigande mängd kunskapsområden som, tack vare Newtons arbete, ”i ett slag” ger förklaringar till två årtusendens gåtor:
”… Om man beträffande Newton’s upptäckt av ljusets sammansättning skulle kunna säga att, om han ej gjort denna upptäckt omkring år 1669, skulle antagligen någon annan ha gjort den ett eller annat 10-tal år senare. Och om han vid samma tid, eller ännu tidigare, icke hade upptäckt differentialkalkylen, skulle säkerligen Leibniz’ upptäckt ändå ha kommit, måhända endast några år fördröjd.
Men då det gäller Principia – attraktionslagens monumentum aere perennius – så kan man, med en sannolikhet som gränsar till visshet, påstå att ingen annan människa någonsin skulle kunna författat ett dylikt verk, om Newton’s arbete hade uteblivit.
Med all säkerhet skulle själva gravitationslagen ha blivit funnen och formulerad även utan Newton, och en eller annan skulle i sinom tid ha uppträtt och härur härlett Kepler’s lagar och planeternas rörelse, en annan skulle ha funnit att även kometernas banor härur kunna härledas, en tredje skulle ha visat att planeternas massor på detta sätt kunna bestämmas, en fjärde att jordklotets avplattning härav är en nödvändig följd, en femte att vårdagjämningens precession är en konsekvens ur gravitationslagen, en sjätte hade förklarat ebb- och flodfenomenen, en sjunde kunde måhända visa hur man ur ett fåtal observationer på jordens yta är i stånd att beräkna en komets eller planets bana kring solen, en åttonde, säkerligen inte utan hjälp av ett dussintal andra astronomer, skulle med mycken möda ha härlett och förklarat månens rörelse kring vår jord. Tid efter annan skulle måhända någon stor man ha uppträtt, som kunnat förklara två eller tre av dessa fenomen på en gång.
Men att i ett slag härleda alla dessa företeelser ur en enda enkel lag, att förklara såsom genom ett trolleri alla svåra gåtor som mänsklighetens visaste män förgäves grubblat på i nära två tusen år och samtidigt ge en begriplig uppfattning av hela universum – det är ej förbehållet en vanlig dödlig.”